# Ignace Mandjambi
Ignace Mandjambi (* 8. Oktober 1940 in Lisala) ist ein ehemaliger Radrennfahrer aus der Demokratischen Republik Kongo.

## Sportliche Laufbahn
Mandjambi war im Straßenradsport aktiv. Er war Teilnehmer der Olympischen Sommerspiele 1968 in Mexiko-Stadt und startete für das damalige Kongo-Kinshasa. Er gehörte 1968 zu den ersten Sportlern seiner Heimat, die bei Olympischen Spielen starteten. Das olympische Straßenrennen beendete er nicht.